# Недељни ручак
Недељни ручак је југословенски филм из 1982. године. Режирао га је Милан Јелић а сценарио је написао Миладин Шеварлић.

## Радња
Хирург у педесетим годинама запада у кризу а логика којом је градио свој успешан живот почиње да отказује.
Осећа растрзаност између жене и љубавнице, а и у професији не налази више задовољство, па му се изненадна могућност напретка на лествици друштвене хијерархије чини спасоносном, али не може да му се оствари сан о новом и другачијем животу па се враћа породици и стварности из које није било могуће побећи.

## Улоге
| Глумац                   | Улога                                |
| ------------------------ | ------------------------------------ |
| Велимир Бата Живојиновић | Др Душан Аранђеловић                 |
| Милена Дравић            | Софија Аранђеловић, Душанова супруга |
| Карло Булић              | Марко Аранђеловић, Душанов отац      |
| Неда Арнерић             | Вида, Петрова супруга                |
| Душан Јанићијевић        | Богдан Мешковић                      |
| Ирфан Менсур             | Др Петар, Видин супруг               |
| Павле Вујисић            | Друг Јерковић                        |
| Нада Војиновић           | Надица, медицинска сестра            |
| Владан Живковић          | Крстић, директор хотела              |
| Љиљана Јанковић          | Госпођа Гашић, кућна помоћница       |
| Драган Николић           | Марко Аранђеловић, Душанов син       |
| Милица Васић             | Душанова ћерка                       |
| Душан Војновић           | Саша, Марков друг                    |
| Елизабета Ђоревска       | Јелена, Маркова девојка              |
| Нада Гашпаревић          | Мима, девојка са базена              |
| Момчило Станишић         | Портир у болници                     |
| Владислав Каћански       | Конобар                              |
| Ивана Двојаковић         | Конобарица                           |
| Драган Двојаковић        | Ловац 1                              |
| Милутин Савић Џими       | Ловац 2                              |

## Специјални гост
- Шабан Бајрамовић